# Сувімол Дуанчань
Сувімол Дуанчань (нар.10 квітня 1974) — колишня таїландська тенісистка.
Найвищу одиночну позицію світового рейтингу — 346 місце досягла 10 травня 1993, парну — 322 місце — 25 жовтня 1993 року.
Здобула 5 одиночних та 5 парних титулів туру ITF.
Завершила кар'єру 1998 року.

## Фінали ITF

### Одиночний розряд (5–4)
| Результат | Ранг | Дата              | Турнір                           | Покриття | Суперниця             | Рахунок       |
| --------- | ---- | ----------------- | -------------------------------- | -------- | --------------------- | ------------- |
| Перемога  | 1.   | 15 листопада 1992 | Маніла, Філіппіни                | Тверде   | Evangelina Olivarez   | 6–2, 7–6      |
| Поразка   | 2.   | 22 листопада 1992 | Нонтхабурі, Таїланд              | Тверде   | Ізабела Лістовська    | 6-7, 3-6      |
| Поразка   | 3.   | 1 лютого 1993     | Бандар-Сері-Бегаван, Бруней      | Тверде   | Романа Теджакусума    | 1–6, 2–6      |
| Поразка   | 4.   | 5 квітня 1993     | Бангкок, Таїланд                 | Тверде   | Сухова Ірина          | 3–6, 1–6      |
| Перемога  | 5.   | 25 вересня 1994   | Khon Kaen, Таїланд               | Тверде   | Pimpisamai Kansuthi   | 4-6, 7-6, 6-1 |
| Перемога  | 6.   | 17 вересня 1995   | Khon Kaen, Таїланд               | Тверде   | Sasitorn Tangthienkul | 6-2, 6-1      |
| Перемога  | 7.   | 24 вересня 1995   | Самутпракан, Таїланд             | Тверде   | Джанаві Парех         | 6-0, 6-0      |
| Перемога  | 8.   | 22 вересня 1996   | Самутпракан, Таїланд             | Тверде   | Марісса Нірой         | 7-5, 6-4      |
| Поразка   | 9.   | 24 серпня 1997    | Самутпракан (провінція), Таїланд | Тверде   | Адрієнн Хегюдюш       | 4–6, 4–6      |

### Парний розряд (5–3)
| Результат | Ранг | Дата              | Турнір                          | Покриття | Партнерка             | Суперниці                                | Рахунок       |
| --------- | ---- | ----------------- | ------------------------------- | -------- | --------------------- | ---------------------------------------- | ------------- |
| Поразка   | 1.   | 2 вересня 1991    | Бангкок, Таїланд                | Тверде   | Бенджамас Сангарам    | Лі Фан Тан Мінь                          | 4–6, 2–6      |
| Перемога  | 2.   | 15 листопада 1992 | Маніла, Філіппіни               | Тверде   | Бенджамас Сангарам    | Mia Fernandez Evangelina Olivarez        | 6–1, 6–3      |
| Перемога  | 3.   | 22 листопада 1992 | Нонтхабурі, Таїланд             | Тверде   | Бенджамас Сангарам    | Сейко Ітіока Сенді Шуріфонґ              | 6-4, 6-7, 6-3 |
| Перемога  | 4.   | 5 квітня 1993     | Бангкок, Таїланд                | Тверде   | Сухова Ірина          | Емі Делоун Кейт Макдоналд                | 6–3, 6–2      |
| Перемога  | 5.   | 19 вересня 1994   | Hat Yai, Таїланд                | Тверде   | Pimpisamai Kansuthi   | Sasitorn Tangthienkul Тамарін Танасугарн | 6-3, 7-5      |
| Поразка   | 6.   | 17 вересня 1995   | Khon Kaen, Таїланд              | Тверде   | Sasitorn Tangthienkul | Nicole Kenneally Lana Scardigno          | 3-6, 1-6      |
| Перемога  | 7.   | 22 вересня 1996   | Самутпракан, Таїланд            | Тверде   | Форатай Суксамран     | Марісса Нірой Pirada Witoonpanich        | 6-4, 6-4      |
| Поразка   | 8.   | 10 травня 1998    | Меріборо (Квінсленд), Австралія | Ґрунт    | Марісса Нірой         | Ліза Макші Моніка Машталіржова           | 4–6, 0–6      |